# لجنة الأوراق المالية والبورصات القبرصية
لجنة الأوراق المالية والبورصات القبرصية (Cyprus Securities and Exchange Commission)، والمعروفة باسم سيسيك CySEC، هي الوكالة التنظيمية المالية في قبرص. وباعتبارها دولة عضو في الاتحاد الأوروبي، فإن اللوائح والعمليات المالية لـ سيسيك تتفق مع قانون اللائحة المالية الأوروبي MIFID. ومن الجدير بالذكر أن عددا كبيرا من وسطاء الفوركس بالتجزئة في الخارج ووسطاء الخيارات الثنائية مسجلين في سيسيك.

## التاريخ
تم تأسيس اللجنة في عام 2001 كجزء من القسم 5 من قانون هيئة الأوراق المالية والبورصات من العام 2001 كهيئة عامة للشركات. عندما أصبحت قبرص عضوا في الاتحاد الأوروبي في عام 2004، أصبحت سيسيك في وقت واحد جزءا من اللائحة الأوروبية MIFID، وأعطت الشركات المسجلة في قبرص الوصول إلى جميع الأسواق الأوروبية.
في 4 مايو 2012، أعلنت سيسيك تغيير السياسة فيما يتعلق بتصنيف الخيارات الثنائية كأدوات مالية. وكان التأثير هو أن منصات الخيارات الثنائية العاملة في قبرص (حيث تتواجد معظم المنصات) يجب أن تخضع للتنظيم. وأصبحت الهيئة أول تنظيم مالي يعترف بالخيارات الثنائية عالميا وتدرجها كأدوات مالية.

## المسؤوليات
تشمل مسؤوليات الهيئة التالي التالية:
- الإشراف والرقابة على تشغيل بورصة قبرص والمعاملات المنفذة في البورصة وشركاتها المدرجة والسماسرة وشركات الوساطة المالية.
- الإشراف والرقابة على شركات الخدمات الاستثمارية المرخصة وصناديق الاستثمار الجماعي والاستشاريين الاستثماريين وشركات إدارة صناديق الاستثمار المشترك.
- منح تراخيص التشغيل لشركات الاستثمار، بما في ذلك الاستشارات الاستثمارية، وشركات الوساطة والسماسرة.[13]
- فرض عقوبات إدارية وعقوبات تأديبية على الوسطاء وشركات الوساطة والاستشاريين الاستثماريين التي تخضع لأحكام تشريعات سوق الأوراق المالية.[14]